# DEL 2008/09
Die DEL-Saison 2008/09 war die 15. Spielzeit seit Bestehen der Deutschen Eishockey Liga. Es traten 16 Vereine gegeneinander an; der Meister der 2. Bundesliga 2007/08, die Kassel Huskies, hatte erwartungsgemäß die Lizenz erhalten. Nach 52 Hauptrundenspieltagen und den Play-offs feierten die Eisbären Berlin ihre vierte Deutsche Meisterschaft in den vergangenen fünf Jahren.
Eröffnet wurde die Spielzeit am Donnerstag, dem 4. September 2008, mit der Neuauflage des Vorjahres-Finales; die Eisbären Berlin schlugen die Kölner Haie 2:1. Die restlichen Partien des ersten Spieltags wurden einen Tag später ausgetragen.

## Voraussetzungen

### Teilnehmer
Gemäß dem Kooperationsvertrag zwischen der DEL und dem Deutschen Eishockey-Bund gab es in der Saison 2007/08 keinen sportlichen Absteiger aus der DEL. Der Meister der 2. Bundesliga Kassel Huskies konnte jedoch in die DEL aufsteigen. Die Hessen erhielten am 4. Juli 2008 nach Erfüllung aller finanziellen und organisatorischen Voraussetzungen die Lizenz.
Folgende 16 Vereine nahmen damit an der Deutschen Eishockey Liga 2008/09 teil (alphabetische Sortierung mit Vorjahresplatzierung):
| Klub                    | Standort          | Vorjahr | Play-offs              |
| ----------------------- | ----------------- | ------- | ---------------------- |
| Augsburger Panther      | Augsburg          | 12.     | –                      |
| Eisbären Berlin         | Berlin            | 2.      | Deutscher Meister      |
| Füchse Duisburg         | Duisburg          | 15.     | –                      |
| DEG Metro Stars         | Düsseldorf        | 9.      | Halbfinale             |
| Frankfurt Lions         | Frankfurt am Main | 4.      | Halbfinale             |
| Hamburg Freezers        | Hamburg           | 7.      | Viertelfinale          |
| Hannover Scorpions      | Hannover          | 8.      | Play-off-Qualifikation |
| ERC Ingolstadt          | Ingolstadt        | 10.     | Play-off-Qualifikation |
| Iserlohn Roosters       | Iserlohn          | 5.      | Viertelfinale          |
| Kassel Huskies          | Kassel            | –       | Aufsteiger             |
| Kölner Haie             | Köln              | 3.      | Vizemeister            |
| Krefeld Pinguine        | Krefeld           | 11.     | –                      |
| Adler Mannheim          | Mannheim          | 6.      | Viertelfinale          |
| Sinupret Ice Tigers     | Nürnberg          | 1.      | Viertelfinale          |
| Straubing Tigers        | Straubing         | 14.     | –                      |
| Grizzly Adams Wolfsburg | Wolfsburg         | 13.     | –                      |

### Modus und Regelwerk
Auf ihrer 69. Gesellschafterversammlung beschloss die Liga im November 2007, nach der Aufstockung der Liga von 15 auf 16 Mannschaften, die Anzahl der Vorrundenspiele von derzeit 56 Spielen auf 52 zu verringern. Dazu werden die Teams in vier Gruppen auf Grundlage der Hauptrunden-Abschlusstabelle 2006/07 eingeteilt. Die Mannschaften treten weiterhin jeweils viermal gegeneinander an, außer den Mannschaften aus der Gruppe A (Plätze 1, 8, 9 und 16) gegen jeden der Gruppe D (4, 5, 12, 13) sowie den Teams der Gruppe B (2, 7, 10, 15) gegen jeden der Gruppe C (3, 6, 11, 14), welche jeweils nur zweimal aufeinander treffen. Die Aufteilung der Liga in Gruppen wird sich dabei jedoch nicht in der Tabelle widerspiegeln. Der Vorschlag, die DEL in regionale Gruppen nach Vorbild der NHL einzuteilen, wurde verworfen.
Die sechs bestplatzierten Mannschaften ziehen weiterhin automatisch in die Play-offs ein, die vier Teams auf den Plätzen sieben bis zehn kämpfen in einer Qualifikation nach der Hauptrunde um die Play-offs. Der Beschluss, zur Saison 2008/09 Play-downs und eine Relegation mit dem Meister der 2. Bundesliga einzuführen, wird dagegen nicht umgesetzt, weil die Eishockeyspielbetriebsgesellschaft der 2. Bundesliga die dazu nötigen Reformen aufgrund von „gegebenen Strukturen und Notwendigkeiten für den Spielbetrieb der 2. Liga und Oberliga“ in der Kürze der Zeit nicht ermöglichen konnte.
Für die Saison 2008/09 sieht die Gruppeneinteilung und die Spielanzahl damit folgendermaßen aus:
| Spiele gegen | Gruppe A Adler Mannheim Frankfurt Lions Eisbären Berlin Kassel Huskies | Gruppe B DEG Metro Stars Hamburg Freezers Krefeld Pinguine Grizzly Adams Wolfsburg | Gruppe C Sinupret Ice Tigers Hannover Scorpions Iserlohn Roosters EV Duisburg | Gruppe D ERC Ingolstadt Kölner Haie Straubing Tigers Augsburger Panther |
| Gruppe A     | 4 (2 Heim, 2 Auswärts)                                                 | 4 (2 Heim, 2 Auswärts)                                                             | 4 (2 Heim, 2 Auswärts)                                                        | 2 (1 Heim, 1 Auswärts)                                                  |
| Gruppe B     | 4 (2 Heim, 2 Auswärts)                                                 | 4 (2 Heim, 2 Auswärts)                                                             | 2 (1 Heim, 1 Auswärts)                                                        | 4 (2 Heim, 2 Auswärts)                                                  |
| Gruppe C     | 4 (2 Heim, 2 Auswärts)                                                 | 2 (1 Heim, 1 Auswärts)                                                             | 4 (2 Heim, 2 Auswärts)                                                        | 4 (2 Heim, 2 Auswärts)                                                  |
| Gruppe D     | 2 (1 Heim, 1 Auswärts)                                                 | 4 (2 Heim, 2 Auswärts)                                                             | 4 (2 Heim, 2 Auswärts)                                                        | 4 (2 Heim, 2 Auswärts)                                                  |

### Sportliches

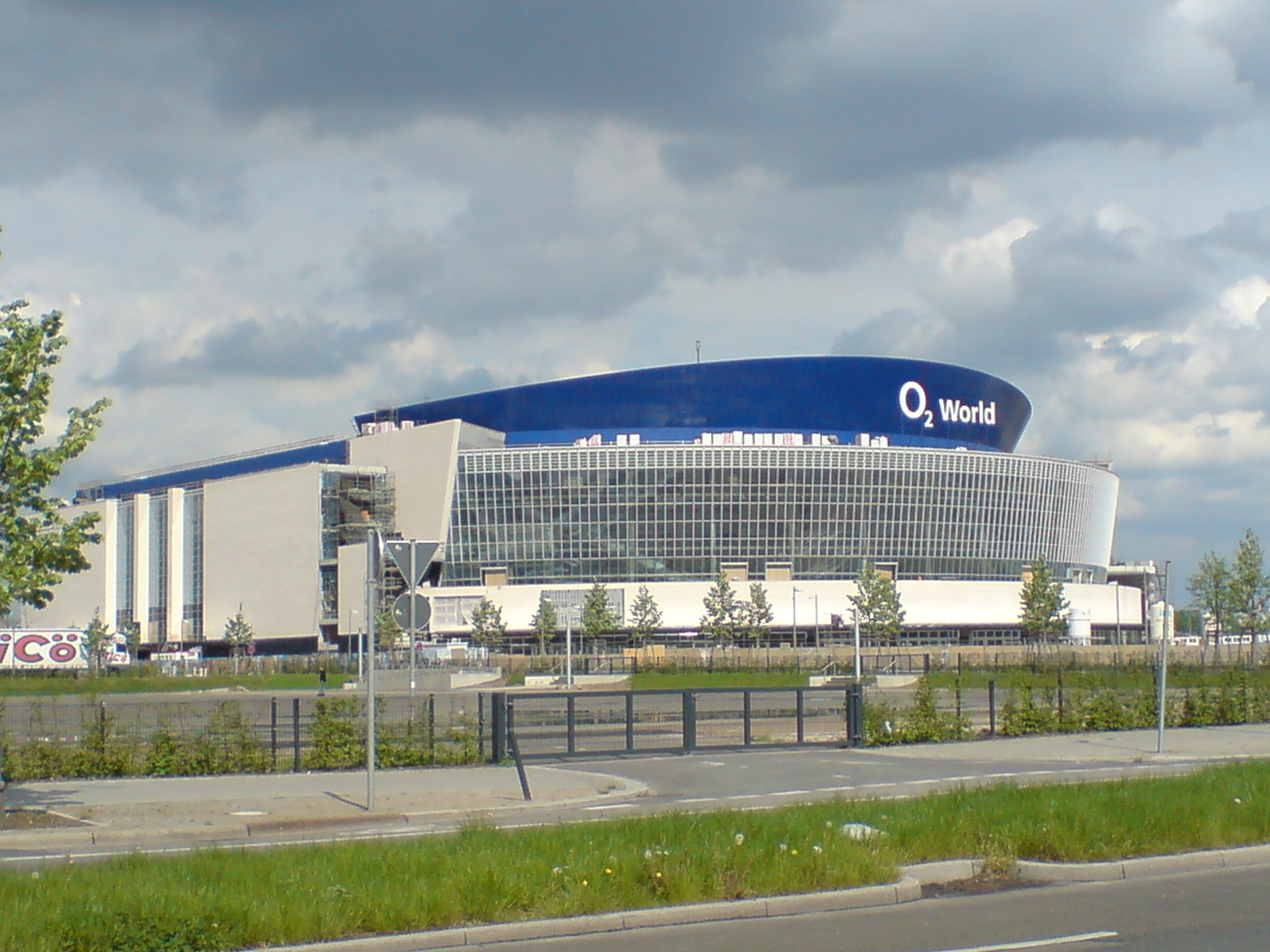
Die neue O₂ World während ihrer Errichtung

Kurz nach Beginn der Spielzeit 2008/09 zogen die Eisbären Berlin in die kurz zuvor fertiggestellte, 17.000 Zuschauer fassende O2 World. Zur Saison 2008/09 wurde von der IIHF zum ersten Mal die Champions Hockey League – ein Landesmeisterwettbewerb nach Vorbild der UEFA Champions League – ausgetragen. Die DEL wurde von der IIHF auf Platz 7 der europäischen Ligenrangliste eingestuft, daher konnten zwei Mannschaften an der CHL teilnehmen: Der Hauptrundensieger Nürnberg Ice Tigers scheiterte in einem Qualifikationsturnier gegen den SC Bern (Schweiz). Die Eisbären Berlin waren als Meister direkt für die Gruppenphase qualifiziert und wurden mit drei Siegen aus vier Spielen Zweiter in der Gruppenphase hinter dem späteren Finalisten HK Metallurg Magnitogorsk aus Russland.
Der seit 2002 ausgetragene Deutsche Eishockey-Pokal wurde diese Saison in leicht veränderter Form ausgespielt. Die Vorrunde wurde in acht Turnieren an Standorten der ESBG mit je zwei DEL- und zwei ESBG-Mannschaften ausgetragen. Dabei trafen jeweils die ESBG- und die DEL-Vertreter aufeinander, DEL-Clubs und ESBG-Clubs spielten nicht untereinander. Der Sieger des Turniers zog ins Viertelfinale ein, welches wie bisher im K.-o.-Modus gespielt wurde. Den Titel sicherten sich die Grizzly Adams Wolfsburg.

#### Transfers
Meister Eisbären Berlin vertraute zum Saisonbeginn auf seine Eingespieltheit aus der vergangenen Saison und verstärkte sich nur punktuell. Neben Nachwuchsspieler André Mangold verstärkte sich das Team lediglich mit DEL-Top-Verteidiger Richie Regehr, der von den Frankfurt Lions an die Spree wechselte, und Stürmer Matt McIlvane. Vorjahresfinalist Kölner Haie konnten mit Mike Johnson einen noch prominenteren Spieler verpflichten. Der Kanadier absolvierte in seiner Karriere 661 NHL-Spiele für die St. Louis Blues, die Montreal Canadiens, die Tampa Bay Lightning und die Toronto Maple Leafs und ersetzte Ivan Ciernik, der trotz laufenden Vertrags in Köln in die neue russische KHL zum HK Sibir Nowosibirsk wechselte. Mit Harlan Pratt von den Augsburger Panthern, Christoph Melischko vom ERC Ingolstadt und Christoph Ullmann von den Adler Mannheim sicherten sich die Haie zudem die Dienste dreier weiterer DEL-erfahrener Stammkräfte. Kai Hospelt und Sebastian Furchner wechselten hingegen zum Ligakonkurrenten Grizzly Adams Wolfsburg. Auch Rekordmeister Mannheim ergänzte seinen Kader nur an einigen Stellen. Mit Torhüter Fred Brathwaite und Stürmer Jason King wechselten zwei NHL-erfahrene Spieler zu den Adlern. Die Stammkräfte Martin Ančička (zu den Sinupret Ice Tigers), Jeff Shantz (EC KAC) und Eduard Lewandowski (HK Spartak Moskau) verließen hingegen den Verein.

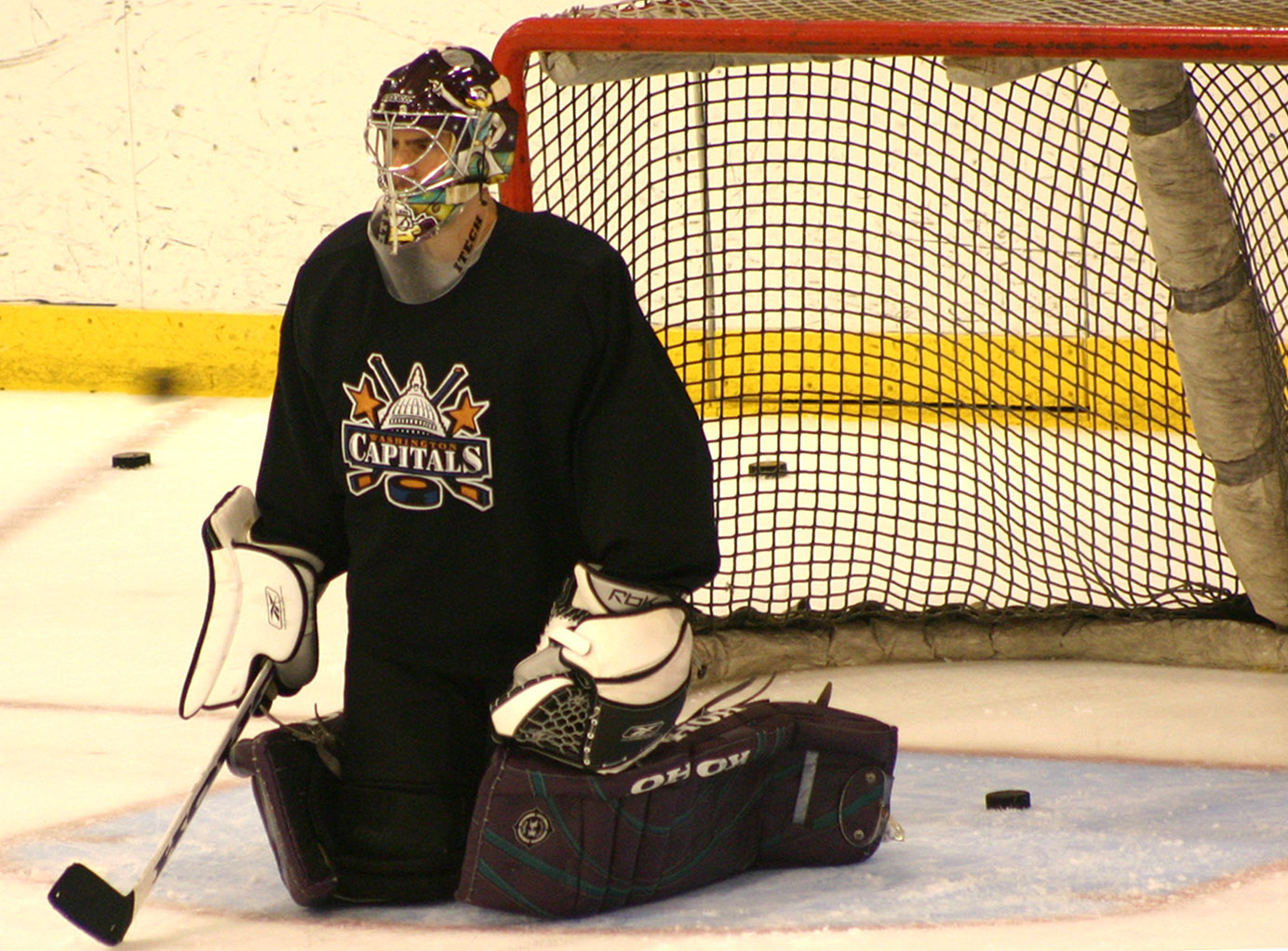
Frederic Cassivi wechselte von den Washington Capitals ins Tor der Sinupret Ice Tigers

Mit dem NHL-erfahrenen Ben Simon verpflichtete indes Überraschungs-Play-off-Teilnehmer Iserlohn Roosters den frühzeitig nach Frankfurt abgewanderten Pat Kavanagh ersetzen. Die Frankfurt Lions kompensierten die Abgänge der beiden Stammkräfte Richie Regehr und Jason Marshall mit der Verpflichtung von Mathieu Biron, jüngerer Bruder von NHL-Torhüter Martin Biron, sowie John Slaney und Lance Ward. Im Sturm konnten zudem mit dem NHL-erfahrenen Josh Langfeld und Jamie Wright von den DEG Metro Stars zwei weitere namhafte Spieler unter Vertrag genommen werden. Lokalrivale Kassel Huskies konnte währenddessen mit Nationalspieler Manuel Klinge sowie Colin Beardsmore aus Nürnberg und Sean Tallaire aus Köln drei etablierte Spieler für die erste Saison nach einer zweijährigen Ligaabstinenz verpflichten. Die durch die schlechte Vorsaison wirtschaftlich angeschlagenen DEG Metro Stars verließen Publikumsliebling Tore Vikingstad und Torjäger Klaus Kathan zwei langjährige Stammspieler, mit Adam Courchaine (Duisburg), Shane Joseph (Augsburg), Ryan Ramsay (Krefeld) und Bradley Tutschek (Ingolstadt) konnten immerhin einige DEL-erfahrene Ersatzkräfte eingekauft werden.
Zudem wechselten mit Jere Karalahti, der früher für die Los Angeles Kings sowie die Nashville Predators aktiv war und nun bei den Hamburg Freezern anheuerte, Frédéric Cassivi, der in Nürnberg den nach Russland abgewanderten Nationaltorhüter Dimitrij Kotschnew ersetzte, Jon Klemm, zweimaliger Stanley-Cup-Gewinner und Neu-Straubinger, weitere Spieler, die bereits in der National Hockey League Erfahrungen gesammelt hatten, in die DEL.

### Wirtschaft
Im Vergleich zum Vorjahr blieben die Etats der Vereine fast stabil, der durchschnittliche Etat belief sich auf 5,24 Mio. €, was eine leichte Steigerung im Vergleich zum Vorjahr darstellte. Der Gesamtetat der Vereine wurde bedingt durch die Aufstockung der Liga um eine weitere Mannschaft von 78,7 auf 84,3 Millionen Euro erhöht. Wieder stand der DEL eine vergleichsweise hohe Summe an TV-Geldern vom Pay-TV-Sender Premiere zur Verfügung. Als Hauptsponsor der Liga warben weiterhin die Gelben Seiten in jedem Stadion an der Bande sowie auf den offiziellen Internetpräsenzen der Clubs. Im August 2008 kündigte das Hamburger Verlagshaus Milchstraße, zudem unter anderem die Programmzeitschriften TV Spielfilm und TV Today gehören, eine enge Zusammenarbeit mit der Deutschen Eishockey Liga an.
| Etat-Übersicht der DEL-Clubs 2008/09 | Etat-Übersicht der DEL-Clubs 2008/09 | Etat-Übersicht der DEL-Clubs 2008/09 | Etat-Übersicht der DEL-Clubs 2008/09 | Etat-Übersicht der DEL-Clubs 2008/09 | Etat-Übersicht der DEL-Clubs 2008/09 | Etat-Übersicht der DEL-Clubs 2008/09 | Etat-Übersicht der DEL-Clubs 2008/09 |
| Club                                 | Etat 2008/09 in Mio. €               | Veränderung gegenüber dem Vorjahr    | Gehaltsetat in Mio. €                | Zuschauerschnitt                     | Zuschauerschnitt                     | Zuschauerschnitt                     |                                      |
| Club                                 | Etat 2008/09 in Mio. €               | Veränderung gegenüber dem Vorjahr    | Gehaltsetat in Mio. €                | Kalkulation                          | Hauptrunde                           | Play-offs                            |                                      |
| ------------------------------------ | ------------------------------------ | ------------------------------------ | ------------------------------------ | ------------------------------------ | ------------------------------------ | ------------------------------------ | ------------------------------------ |
| Adler Mannheim                       | 8,0                                  | ±0                                   | 4,5                                  | 9.000                                | 11.756                               | 12.237                               |                                      |
| Eisbären Berlin                      | 7,7                                  | +1,7                                 | 4,5                                  | 9.500                                | 13.746                               | 14.083                               |                                      |
| DEG Metro Stars                      | 7,2                                  | −0,3                                 | 3,6                                  | 7.000                                | 6.084                                | 9.943                                |                                      |
| Hamburg Freezers                     | 7,1                                  | ±0                                   | 4,2                                  | 9.500                                | 7.949                                | 6.660                                |                                      |
| Kölner Haie                          | 6,5                                  | ±0                                   | 2,7                                  | 10.000                               | 10.342                               | –                                    |                                      |
| ERC Ingolstadt                       | 6,2                                  | +0,2                                 | 3,5                                  | 3.700                                | 3.346                                | –                                    |                                      |
| Hannover Scorpions                   | 5,0                                  | ±0                                   | 3,5                                  | 4.500                                | 5.668                                | 4.916                                |                                      |
| Sinupret Ice Tigers                  | 4,8                                  | ±0                                   | 2,4                                  | 4.600                                | 4.322                                | 7.976                                |                                      |
| Frankfurt Lions                      | 4,8                                  | ±0                                   | 2,2                                  | 5.200                                | 6.208                                | 5.650                                |                                      |
| Grizzly Adams Wolfsburg              | 4,5                                  | ±0                                   | 2,2                                  | 2.500                                | 2.328                                | 2.560                                |                                      |
| Iserlohn Roosters                    | 4,5                                  | +0,7                                 | 2,5                                  | 3.000                                | 3.864                                | –                                    |                                      |
| Krefeld Pinguine                     | 4,1                                  | +0,3                                 | 2,3                                  | 3.500                                | 4.491                                | 7.819                                |                                      |
| Füchse Duisburg                      | 4,0                                  | +1,0                                 | 2,5                                  | 2.000                                | 1.792                                | –                                    |                                      |
| Straubing Tigers                     | 3,7                                  | +0,2                                 | 1,8                                  | 3.900                                | 4.226                                | –                                    |                                      |
| Augsburger Panther                   | 3,1                                  | −0,2                                 | 1,5                                  | 3.500                                | 3.678                                | 5.052                                |                                      |
| Kassel Huskies                       | 3,1                                  | –                                    | 2,0                                  | 3.500                                | 4.071                                | –                                    |                                      |
| Ligaschnitt                          | 5,27                                 | +0,02                                | 2,9                                  | 5.300                                | 5.867                                | 8.219                                |                                      |

Die Adler Mannheim blieben damit weiterhin Etat-Krösus der Liga, die größte Etaterhöhung konnte Meister Eisbären Berlin mit zusätzlichen 1,7 Millionen Euro verzeichnen. Neues Schlusslicht der Rangfolge sind die Augsburger Panther und Aufsteiger Kassel Huskies, nachdem das Team mit dem bislang kleinsten Etat, der EV Duisburg, sein Budget um eine Million Euro erhöhte. Die starke Saison der Iserlohn Roosters, die überraschend den fünften Platz der Vorrunde belegten, brachte der Mannschaft eine Etaterhöhung um 700.000 Euro. Als erstes Team der DEL hatten die DEG Metro Stars bereits im Februar 2008 bekannt gegeben, den Etat für die nächste Saison deutlich zu kürzen. Dies begründete der Verein vor allem mit dem schlechten Abschneiden des Clubs in der Vorrunde 2007/08 sowie dem Einbruch in den Zuschauerzahlen auf lediglich 6.124 Zuschauern pro Heimspiel.
Am 28. August verstarb Gerd Schröder, der Besitzer der Frankfurt Lions und Aufsichtsratsvorsitzende der DEL, im Alter von 49 Jahren, nachdem er wenige Tage zuvor einen Schlaganfall erlitten hatte. Nach anfänglichen Bedenken wurde die Zukunft der Lions allerdings für gesichert erklärt. Jürgen Arnold, Gesellschafter des ERC Ingolstadt, übernahm indes Schröders Posten als Aufsichtsratsvorsitzender der Deutschen Eishockey Liga.
Während der Saison vermeldeten sowohl die Kölner Haie als auch die Sinupret Ice Tigers erhebliche finanzielle Probleme, die den Fortbestand in der DEL gefährdeten. Die Domstädter, die erstmals seit 28 Jahren nicht an den Play-offs teilnahmen, hatten aufgrund sinkender Zuschauerzahlen als Folge der sportlichen Krise erhebliche finanzielle Einbußen erlitten. Im Februar 2009 gab der Verein bekannt, dass sich eine Investorengruppe von ungefähr zehn Personen bereit erklärt habe, die Verbindlichkeiten des Vereins zu tilgen und die sportliche Zukunft auch in Zukunft zu sichern. In Nürnberg erklärte sich ebenfalls im Februar eine Gruppe mittelständischer Unternehmer bereit, die Schulden des Vizemeisters von 2007 zu übernehmen, machte dann jedoch einen Rückzieher. Erst im April erklärte sich der Unternehmer Thomas Sabo bereit, den Verein nach dem Ausstieg des Pharmakonzerns Bionorica zu übernehmen, woraufhin die Mannschaft in der kommenden Saison wieder unter dem Namen Nürnberg Ice Tigers auflaufen wird.
Nach dem Ende der regulären Spielzeit erklärten die Füchse Duisburg und ihr Alleingesellschafter Ralf Pape aufgrund fehlender sportlicher Perspektive und den daraus resultierenden Millionenverlusten, sich nach vier Jahren aus der DEL zurückziehen zu wollen. Die für den Spielbetrieb der Profimannschaft zuständige GmbH meldete Insolvenz an. Nachdem die Lizenz für die 2. Bundesliga durch die Eishockeyspielbetriebsgesellschaft verweigert wurde, muss der Verein daraufhin im Landesverband Nordrhein-Westfalen starten. Für den freien Platz hatte sich der Meister der 2. Bundesliga, die Bietigheim Steelers, sportlich qualifiziert, verzichtete jedoch auf die Teilnahme am Lizenzierungsverfahren für die DEL.

## Vorrunde

### Abschlusstabelle
Für einen Sieg nach der regulären Spielzeit wurden einer Mannschaft drei Punkte gutgeschrieben, war die Partie nach 60 Minuten unentschieden, erhielten beide Teams einen Punkt, dem Sieger der fünfminütigen Verlängerung bzw. nach einem nötigen Penaltyschießen wurde ein Zusatzpunkt gutgeschrieben. Verlor eine Mannschaft in der regulären Spielzeit, erhielt diese keine Punkte.
|     | Klub                    | Sp | S  | OTS | SOS | OTN | SON | N  | Tore    | Punkte |
| --- | ----------------------- | -- | -- | --- | --- | --- | --- | -- | ------- | ------ |
| 1.  | Eisbären Berlin (M)     | 52 | 31 | 1   | 4   | 0   | 2   | 14 | 214:143 | 105    |
| 2.  | Hannover Scorpions      | 52 | 30 | 2   | 1   | 3   | 2   | 14 | 173:151 | 101    |
| 3.  | DEG Metro Stars         | 52 | 24 | 2   | 3   | 3   | 3   | 17 | 159:134 | 88     |
| 4.  | Adler Mannheim          | 52 | 22 | 3   | 4   | 3   | 2   | 18 | 144:131 | 85     |
| 5.  | Sinupret Ice Tigers     | 52 | 23 | 6   | 1   | 1   | 1   | 20 | 153:142 | 85     |
| 6.  | Krefeld Pinguine        | 52 | 24 | 3   | 1   | 3   | 1   | 20 | 167:140 | 84     |
| 7.  | Grizzly Adams Wolfsburg | 52 | 25 | 0   | 1   | 5   | 1   | 20 | 180:141 | 83     |
| 8.  | Hamburg Freezers        | 52 | 22 | 1   | 4   | 2   | 4   | 19 | 158:147 | 82     |
| 9.  | Frankfurt Lions         | 52 | 21 | 3   | 3   | 1   | 4   | 20 | 152:152 | 80     |
| 10. | Augsburger Panther      | 52 | 24 | 1   | 1   | 2   | 2   | 22 | 156:178 | 80     |
| 11. | Iserlohn Roosters       | 52 | 15 | 4   | 3   | 5   | 7   | 18 | 171:187 | 71     |
| 12. | ERC Ingolstadt          | 52 | 18 | 3   | 1   | 4   | 2   | 24 | 144:155 | 68     |
| 13. | Straubing Tigers        | 52 | 17 | 3   | 4   | 1   | 2   | 25 | 144:164 | 68     |
| 14. | Kassel Huskies (N)      | 52 | 15 | 2   | 6   | 2   | 2   | 25 | 147:171 | 65     |
| 15. | Kölner Haie             | 52 | 15 | 4   | 0   | 5   | 5   | 23 | 147:166 | 63     |
| 16. | Füchse Duisburg         | 52 | 9  | 3   | 3   | 1   | 0   | 36 | 118:225 | 40     |

Abkürzungen: Sp = Spiele, S = Siege, OTS = Siege nach Verlängerung, SOS = Siege nach Penaltyschießen, OTN = Niederlagen nach Verlängerung, SON = Niederlagen nach Penaltyschießen, N = Niederlagen, (M) = Titelverteidiger, (N) = Neuling

Erläuterungen:       = direkte Qualifikation für die Play-offs,       = Play-off-Qualifikationsrunde,       = Saison beendet

### Ranglisten
| Top-Scorer                            | Top-Scorer | Top-Scorer | Top-Scorer | Top-Scorer |
| Spieler                               | Spiele     | Tore       | Assists    | Punkte     |
| ------------------------------------- | ---------- | ---------- | ---------- | ---------- |
| Jason Ulmer (Grizzly Adams Wolfsburg) | 52         | 17         | 47         | 64         |
| Robert Hock (Iserlohn Roosters)       | 50         | 15         | 49         | 64         |
| Bob Wren (Iserlohn Roosters)          | 51         | 21         | 40         | 61         |
| Charlie Stephens (Krefeld Pinguine)   | 51         | 20         | 38         | 58         |
| Ken Magowan (Grizzly Adams Wolfsburg) | 52         | 29         | 28         | 57         |
| Top-Torschützen                       |            |            |            |            |
| Ken Magowan (Grizzly Adams Wolfsburg) | 52         | 29         | 28         | 57         |
| Michael Wolf (Iserlohn Roosters)      | 52         | 27         | 28         | 55         |
| Bill Trew (Straubing Tigers)          | 52         | 27         | 23         | 50         |
| Top-Vorlagengeber                     |            |            |            |            |
| Robert Hock (Iserlohn Roosters)       | 50         | 15         | 49         | 64         |
| Jason Ulmer (Grizzly Adams Wolfsburg) | 52         | 17         | 47         | 64         |
| Bob Wren (Iserlohn Roosters)          | 51         | 21         | 40         | 61         |

| Top-Verteidiger                             | Top-Verteidiger | Top-Verteidiger | Top-Verteidiger | Top-Verteidiger |
| Spieler                                     | Spiele          | Tore            | Assists         | Punkte          |
| ------------------------------------------- | --------------- | --------------- | --------------- | --------------- |
| Deron Quint (Eisbären Berlin)               | 52              | 16              | 32              | 48              |
| Jan-Axel Alavaara (Grizzly Adams Wolfsburg) | 52              | 13              | 31              | 44              |
| Richard Pavlikovský (Krefeld Pinguine)      | 50              | 17              | 26              | 43              |
| Sascha Goc (Hannover Scorpions)             | 48              | 24              | 16              | 40              |
| Marvin Degon (Grizzly Adams Wolfsburg)      | 52              | 11              | 29              | 40              |

| Top-Torhüter                           | Top-Torhüter | Top-Torhüter | Top-Torhüter | Top-Torhüter | Top-Torhüter | Top-Torhüter | Top-Torhüter |
| Spieler                                | Einsätze     | GT           | GTS          | SGH          | SV           | SO           |              |
| -------------------------------------- | ------------ | ------------ | ------------ | ------------ | ------------ | ------------ | ------------ |
| Fred Brathwaite (Adler Mannheim)       | 49           | 114          | 2.37         | 1411         | 92,5 %       | 6            |              |
| Rob Zepp (Eisbären Berlin)             | 43           | 108          | 2.52         | 1181         | 91,6 %       | 2            |              |
| Scott Langkow (Krefeld Pinguine)       | 48           | 121          | 2.60         | 1113         | 90,2 %       | 5            |              |
| Oliver Jonas (Grizzly Adams Wolfsburg) | 26           | 64           | 2.61         | 637          | 90,9 %       | 1            |              |
| Jamie Storr (DEG Metro Stars)          | 38           | 100          | 2.62         | 1154         | 92,0 %       | 4            |              |

Abkürzungen: GT = Gegentore; GTS = Gegentorschnitt; SGH = Anzahl gehaltener Schüsse; SV = Fangquote; SO = Shutout
| Steve Walker (Eisbären Berlin) | 49 | +25 |
| Deron Quint (Eisbären Berlin)  | 52 | +25 |
| Dušan Milo (Krefeld Pinguine)  | 50 | +24 |

| Meiste Powerplay-Tore                 | Meiste Powerplay-Tore | Meiste Powerplay-Tore | Meiste Powerplay-Tore |
| ------------------------------------- | --------------------- | --------------------- | --------------------- |
| Ken Magowan (Grizzly Adams Wolfsburg) | 52 Spiele,            | 29 Tore,              | 15 PP-Tore            |
| Meiste Shorthander                    |                       |                       |                       |
| François Fortier (Hamburg Freezers)   | 52 Spiele,            | 22 Tore,              | 4 Shorthander         |
| Christoph Ullmann (Kölner Haie)       | 49 Spiele,            | 20 Tore,              | 4 Shorthander         |
| Michel Périard (Sinupret Ice Tigers)  | 49 Spiele,            | 11 Tore,              | 4 Shorthander         |
| Richard Mueller (Hamburg Freezers)    | 49 Spiele,            | 16 Tore,              | 4 Shorthander         |

| | Powerplay-Effizienz     | Powerplay-Effizienz | Unterzahl-Effizienz | Unterzahl-Effizienz |
| 1. | Eisbären Berlin         | 21,62 %             | DEG Metro Stars     | 87,35 %             |
| 2. | Hannover Scorpions      | 21,05 %             | Adler Mannheim      | 85,93 %             |
| 3. | Grizzly Adams Wolfsburg | 20,66 %             | Hamburg Freezers    | 85,67 %             |
| 4. | Iserlohn Roosters       | 20,50 %             | Frankfurt Lions     | 84,24 %             |
| 5. | Frankfurt Lions         | 18,21 %             | Sinupret Ice Tigers | 84,15 %             |
| |                         |                     |                     |                     |
| 16. | Füchse Duisburg         | 11,52 %             | Iserlohn Roosters   | 79,30 %             |
| Die Prozentzahlen geben an, aus wie viel Prozent der Überzahl-Situationen ein Tor erzielt, bzw. in wie viel Prozent der Unterzahlsituationen kein Treffer kassiert wurde. |                         |                     |                     |                     |

## Play-offs

### Qualifikation
Die Qualifikationsspiele, die erstmals im Modus „Best of Five“ ausgetragen wurden, fanden zwischen dem 5. und 11. März 2009 statt. Für die Spiele eins, zwei und fünf hatte die Mannschaft mit der besseren Hauptrundenplatzierung Heimrecht.
Der Siebtplatzierte der Hauptrunde, die Grizzly Adams Wolfsburg, trat gegen die zehntplatzierten Augsburger Panther an, der Achte Hamburg Freezers spielte gegen den Neuntplatzierten, die Frankfurt Lions. (Siege der Teams gegeneinander während der Hauptrunde in eckigen Klammern, Sieger fett)
|                         |   |                    | Serie | 1   | 2   | 3   | 4         | 5   | HR    |
| ----------------------- | - | ------------------ | ----- | --- | --- | --- | --------- | --- | ----- |
| Grizzly Adams Wolfsburg | – | Augsburger Panther | 3:1   | 1:2 | 4:1 | 1:0 | 4:3 n. V. | –   | [2:2] |
| Hamburg Freezers        | – | Frankfurt Lions    | 3:2   | 3:4 | 1:2 | 2:1 | 2:1 n. V. | 4:2 | [1:3] |

HR = Hauptrunde

### Play-off-Baum
| Viertelfinale | Viertelfinale           | Viertelfinale   |    |                    | Halbfinale | Halbfinale | Halbfinale |  |  | Finale | Finale | Finale |
|               |                         |                 |    |                    |            |            |            |  |  |        |        |        |
| 1.            | Eisbären Berlin         | 4               |    |                    |            |            |            |  |  |        |        |        |
| 8.            | Hamburg Freezers        | 0               |    |                    |            |            |            |  |  |        |        |        |
| 8.            | Hamburg Freezers        | 0               | 1. | Eisbären Berlin    | 3          |            |            |  |  |        |        |        |
|               |                         |                 | 1. | Eisbären Berlin    | 3          |            |            |  |  |        |        |        |
|               | 4.                      | Adler Mannheim  | 1  |                    |            |            |            |  |  |        |        |        |
| 4.            | 4.                      | Adler Mannheim  | 1  | Adler Mannheim     | 4          |            |            |  |  |        |        |        |
| 4.            |                         |                 |    | Adler Mannheim     | 4          |            |            |  |  |        |        |        |
| 5.            | Sinupret Ice Tigers     | 1               |    |                    |            |            |            |  |  |        |        |        |
| 5.            | Sinupret Ice Tigers     | 1               | 1. | Eisbären Berlin    | 3          |            |            |  |  |        |        |        |
|               |                         |                 |    | Eisbären Berlin    | 3          |            |            |  |  |        |        |        |
|               | 3.                      | DEG Metro Stars | 1  |                    |            |            |            |  |  |        |        |        |
| 2.            | 3.                      | DEG Metro Stars | 1  | Hannover Scorpions | 4          |            |            |  |  |        |        |        |
| 2.            |                         |                 |    | Hannover Scorpions | 4          |            |            |  |  |        |        |        |
| 7.            | Grizzly Adams Wolfsburg | 2               |    |                    |            |            |            |  |  |        |        |        |
| 7.            | Grizzly Adams Wolfsburg | 2               | 2. | Hannover Scorpions | 2          |            |            |  |  |        |        |        |
|               |                         |                 | 2. | Hannover Scorpions | 2          |            |            |  |  |        |        |        |
|               | 3.                      | DEG Metro Stars | 3  |                    |            |            |            |  |  |        |        |        |
| 3.            | 3.                      | DEG Metro Stars | 3  | DEG Metro Stars    | 4          |            |            |  |  |        |        |        |
| 3.            |                         |                 |    | DEG Metro Stars    | 4          |            |            |  |  |        |        |        |
| 6.            | Krefeld Pinguine        | 3               |    |                    |            |            |            |  |  |        |        |        |

### Viertelfinale
Die Viertelfinalserie (Modus: „Best of Seven“) wurde ab dem 13. März ausgetragen. Die weiteren Spiele fanden im Zwei-Tage-Rhythmus statt, sodass das siebte Spiel der Serie DEG Metro Stars gegen Krefeld Pinguine am 26. März ausgespielt wurde. Der Erstplatzierte der Hauptrunde, die Eisbären Berlin, traten gegen den schlechtplatziertesten Qualifikationssieger an, der Zweite, die Hannover Scorpions, trafen auf den besserplatzierten Qualifikationssieger. Das dritte Viertelfinalspiel bestritten die drittplatzierten DEG Metro Stars gegen die sechstplatzierten Krefeld Pinguine, während im vierten Spiel der Vierte, die Adler Mannheim, auf den Fünften, die Sinupret Ice Tigers, trafen.
|                    |   |                         | Serie | 1   | 2         | 3   | 4         | 5   | 6   | 7   | HR    |
| ------------------ | - | ----------------------- | ----- | --- | --------- | --- | --------- | --- | --- | --- | ----- |
| Eisbären Berlin    | – | Hamburg Freezers        | 4:0   | 5:3 | 3:2 n. V. | 7:2 | 4:1       | −   | −   | −   | [3:1] |
| Hannover Scorpions | – | Grizzly Adams Wolfsburg | 4:2   | 2:1 | 2:3 n. V. | 2:3 | 4:3 n. V. | 4:3 | 2:0 | −   | [1:1] |
| DEG Metro Stars    | – | Krefeld Pinguine        | 4:3   | 2:3 | 4:3 n. V. | 1:2 | 5:4 n. V. | 2:1 | 3:4 | 5:0 | [3:1] |
| Adler Mannheim     | – | Sinupret Ice Tigers     | 4:1   | 5:0 | 3:5       | 3:2 | 2:1       | 5:2 | −   | −   | [0:4] |

### Halbfinale
Die Ausspielung der Finalgegner fand vom 29. März bis 7. April und, wie das Endspiel selbst, im „Best of Five“-Modus statt.
Die Paarungen richteten sich nach den Platzierungen der Viertelfinalsieger in der Hauptrunde. Der bestplatzierte Viertelfinalsieger, die Eisbären Berlin, spielte somit gegen den Schlechtestplatzierten, die Adler Mannheim, während die zweitbestplatzierten Hannover Scorpions auf den Drittbestplatzierten der Hauptrunde, die DEG Metro Stars, trafen. Die jeweils besser platzierte Mannschaft bekamen das erste Heimrecht.
|                    |   |                 | Serie | 1   | 2   | 3   | 4         | 5   | HR    |
| ------------------ | - | --------------- | ----- | --- | --- | --- | --------- | --- | ----- |
| Eisbären Berlin    | – | Adler Mannheim  | 3:1   | 4:0 | 1:6 | 4:0 | 6:4       | –   | [2:2] |
| Hannover Scorpions | – | DEG Metro Stars | 2:3   | 5:2 | 2:4 | 6:3 | 3:4 n. V. | 1:3 | [1:1] |

### Finale
Die Sieger der beiden Halbfinale traten ab dem 9. April gegeneinander an, wobei die Eisbären Berlin als in der Hauptrunde besser platzierte Mannschaft das erste Heimrecht erhielten.
|                 |   |                 | Serie | 1   | 2   | 3   | 4   | 5 | HR    |
| --------------- | - | --------------- | ----- | --- | --- | --- | --- | - | ----- |
| Eisbären Berlin | – | DEG Metro Stars | 3:1   | 3:2 | 1:3 | 5:1 | 4:2 | – | [3:1] |

Damit wurden die Eisbären Berlin zum vierten Mal in ihrer Vereinsgeschichte gesamtdeutscher Meister.

### Ranglisten
| Top-Scorer                           | Top-Scorer | Top-Scorer | Top-Scorer | Top-Scorer |
| Spieler                              | Spiele     | Tore       | Assists    | Punkte     |
| ------------------------------------ | ---------- | ---------- | ---------- | ---------- |
| Brandon Reid (DEG Metro Stars)       | 16         | 5          | 16         | 21         |
| Shane Joseph (DEG Metro Stars)       | 16         | 5          | 12         | 17         |
| Adam Courchaine (DEG Metro Stars)    | 16         | 12         | 4          | 16         |
| Chris Herperger (Hannover Scorpions) | 11         | 6          | 8          | 14         |
| Andy Roach (Eisbären Berlin)         | 12         | 5          | 8          | 13         |
| Daniel Kreutzer (DEG Metro Stars)    | 16         | 3          | 10         | 13         |
| Top-Torschützen                      |            |            |            |            |
| Adam Courchaine (DEG Metro Stars)    | 16         | 12         | 4          | 16         |
| Chris Herperger (Hannover Scorpions) | 11         | 6          | 8          | 14         |
| Michael Hackert (Adler Mannheim)     | 9          | 6          | 4          | 10         |
| Top-Vorlagengeber                    |            |            |            |            |
| Brandon Reid (DEG Metro Stars)       | 16         | 5          | 16         | 21         |
| Shane Joseph (DEG Metro Stars)       | 16         | 5          | 12         | 17         |
| Sascha Goc (Hannover Scorpions)      | 11         | 4          | 10         | 14         |

| Top-Verteidiger                 | Top-Verteidiger | Top-Verteidiger | Top-Verteidiger | Top-Verteidiger |
| Spieler                         | Spiele          | Tore            | Assists         | Punkte          |
| ------------------------------- | --------------- | --------------- | --------------- | --------------- |
| Sascha Goc (Hannover Scorpions) | 11              | 4               | 10              | 14              |
| Andy Roach (Eisbären Berlin)    | 12              | 5               | 8               | 13              |
| Ryan Caldwell (DEG Metro Stars) | 15              | 3               | 7               | 10              |

| Top-Torhüter                           | Top-Torhüter | Top-Torhüter | Top-Torhüter | Top-Torhüter | Top-Torhüter | Top-Torhüter | Top-Torhüter |
| Spieler                                | Einsätze     | GT           | GT-Schnitt   | SGH          | Fangquote    | SO           |              |
| -------------------------------------- | ------------ | ------------ | ------------ | ------------ | ------------ | ------------ | ------------ |
| Rob Zepp (Eisbären Berlin)             | 12           | 26           | 2.12         | 314          | 92 %         | 2            |              |
| Oliver Jonas (Grizzly Adams Wolfsburg) | 10           | 32           | 2.13         | 294          | 93 %         | 1            |              |
| Dimitri Pätzold (Hannover Scorpions)   | 10           | 24           | 2.30         | 266          | 92 %         | 1            |              |

Abkürzungen: GT = Gegentore; SGH = Anzahl gehaltener Schüsse; SO = Shutout

## Kader des Deutschen Meisters
| Deutscher Meister Eisbären Berlin | Torhüter: Rob Zepp, Youri Ziffzer Verteidiger: Jens Baxmann, Frank Hördler, René Kramer, Deron Quint, Andy Roach, Richie Regehr, Brandon Smith Angreifer: Constantin Braun, Mark Beaufait, Florian Busch, Sven Felski (A), Norman Martens, Matt McIlvane, Tyson Mulock, Denis Pederson, André Rankel, Patrick Pohl, Alexander Oblinger, Nathan Robinson, Christian Swärd, Stefan Ustorf (A), Steve Walker (C), Alexander Weiß, Daniel Weiß, Cheftrainer: Don Jackson |

## Trophäen und Auszeichnungen

### WestLB Fair Play Trophy
Mit der WestLB Fair Play Trophy wird jährlich das fairste Team einer DEL-Saison gekürt. Hierzu werden die durchschnittlichen Strafminuten der Vereine Punkte umgewandelt, jedes Spiel Sperre, das von der Ligagesellschaft gegen einen Spieler ausgesprochen wird, wird mit einem zusätzlichen Punkt bewertet und zu den durchschnittlichen Strafminuten addiert. Die wenigsten Punkte mit durchschnittlich 15,42 Strafminuten pro Spiel und zwei Spielsperre erhielten die Grizzly Adams Wolfsburg, die damit zum zweiten Mal in Folge Preisträger der WestLB Fair Play Trophy wurden. Am schlechtesten schnitten die Adler Mannheim mit insgesamt 23,57 Punkten ab.
|     | Team                    | Spiele | Ø Strafen | Sperren | Punkte |
| --- | ----------------------- | ------ | --------- | ------- | ------ |
| 1.  | Grizzly Adams Wolfsburg | 62     | 15.42     | 2       | 17.42  |
| 2.  | Hamburg Freezers        | 61     | 17.75     | 0       | 17.75  |
| 3.  | Frankfurt Lions         | 57     | 18.88     | 0       | 18.88  |
| 4.  | Sinupret Ice Tigers     | 57     | 19.70     | 0       | 19.70  |
| 5.  | Füchse Duisburg         | 52     | 19.81     | 0       | 19.81  |
| 6.  | Straubing Tigers        | 52     | 19.08     | 1       | 20.08  |
| 7.  | Eisbären Berlin         | 64     | 16.88     | 4       | 20.88  |
| 8.  | Kassel Huskies          | 52     | 17.06     | 4       | 21.06  |
| 9.  | DEG Metro Stars         | 68     | 17.49     | 4       | 21.49  |
| 10. | Krefeld Pinguine        | 59     | 17.20     | 5       | 22.20  |
| 11. | Kölner Haie             | 52     | 19.71     | 4       | 23.71  |
| 12. | ERC Ingolstadt          | 52     | 18.12     | 6       | 24.12  |
| 13. | Iserlohn Roosters       | 52     | 18.44     | 6       | 24.44  |
| 14. | Hannover Scorpions      | 63     | 17.71     | 7       | 24.71  |
| 15. | Augsburger Panther      | 56     | 22.29     | 5       | 27.29  |
| 16. | Adler Mannheim          | 61     | 23.57     | 5       | 28.57  |

## Schiedsrichter
Folgende Hauptschiedsrichter werden in der Saison 2008/09 eingesetzt:
| - Roland Aumüller - Stephan Bauer - Heiko Dahle - Alfred Hascher - Stephan Kadow - Steffen Klau - Rick Looker* - Christian Oswald - Daniel Piechaczek* | - Martin Reichert - Willi Schimm - Richard Schütz - Ulpi Sicorschi - Raik van Gameren - Stefan Vogl - Georg Jablukov* (ab 1. Januar 2009) - Carsten Lenhart (ab Februar 2009) - Marcus Brill (ab Februar 2009) |

* Profischiedsrichter

## TV-Rechte
Die TV-Rechte der DEL lagen in der Saison 2008/09 wie in den Vorjahren beim Pay-TV-Sender Premiere, der bisher wöchentlich mindestens zwei Partien überträgt (meist donnerstags um 19.30 Uhr und sonntags um 14.30 Uhr). Zudem sicherte sich der europäische Sportsender Eurosport die Rechte für zwei Livespiele der DEL im Free-TV. ARD, ZDF, die dritten Programme, ProSiebenSat.1 Media, n-tv und einige Regionalsender haben Nachverwertungsrechte. Außerdem werden Spiel-Zusammenfassungen seit der Saison 2005/06 auf der Plattform „DEL-TV“ im Internet gesendet, wobei sich das Bildmaterial aus Stadion-TV und Premiere zusammensetzt.

## DEL All-Star Game 2009
Das 11. DEL All-Star Game fand am 31. Januar 2009 in der neu errichteten O2 World in Berlin statt. Wie schon in den beiden Jahren zuvor trat eine Auswahl der besten Europa- gegen eine Auswahl der besten Nordamerika-DEL-Spieler gegeneinander an und mit einem 9:8-Sieg ging das Team Nordamerika zum dritten Mal in Folge als Sieger vom Eis.
In der Skills Competition, die traditionsgemäß vor der Partie stattfindet, gewann Mirko Lüdemann den Titel des schnellsten Schlittschuhläufers. Richie Regehr von den Eisbären Berlin konnte den Wettbewerb um den härtesten Schlagschuss für sich entscheiden.